# غاق أبقع أسترالي
غاق أبقع أسترالي هو طائر مائي يوجد في أستراليا بأعداد كبيرة